# Японский банк для международного сотрудничества
Японский банк для международного сотрудничества (англ. Japan Bank for International Cooperation, JBIC) — государственное финансовое учреждение, созданное 1 октября 1999 года путём слияния Японского экспортно-импортного банка (JEXIM) и японского Фонда международного экономического сотрудничества (англ., ФМЭС (OECF)).

## История
Экспортно-импортный банк Японии, работавший с 1950 года и Фонд экономического сотрудничества имели схожие цели и решали похожие задачи. Поэтому в 1999 году было принято решение объединить их в рамках Японского банка для международного сотрудничества. Объединённый объём зарубежных инвестиций и займов нового банка составил 4948,2 млрд иен (41,2 млрд долларов), что превышает соответствующие показатели Всемирного банка (29 млрд долларов). Создание Японского банка для международного сотрудничества свидетельствовало о возрастании роли японской экономики в глобальных процессах.

## Организация, цели и задачи
Банк полностью принадлежит правительству Японии, а его бюджет и операции регулируются законом JBIC. Банк имеет головной офис в Токио и действует в 18 странах с 21 офисами.
Основной целью банка является развитие экономического сотрудничества между Японией и зарубежными странами путём предоставления ресурсов для инвестиций за рубежом и содействия международной торговле. Он также играет важную роль в развитии японского экспорта и импорта, и деятельности страны за рубежом.
В деятельности банка можно выделить два направления:
1. Международные финансовые операции (IFO). Операции IFO включают в себя кредиты и долевое участие в зарубежных проектах японских корпораций, способствуя деятельности Японии за рубежом. Эти действия направлены на рынки развитых и развивающихся стран. По состоянию на 31 марта 2006 года, IFO операции составила 985 500 000 000 иен.
2. Организация помощи развивающимся странам. Это направление деятельности направлено на развивающиеся страны, прежде всего в Азии, на долю которых приходится более половины всех операций данного направления.

## Деятельность в разных странах
Присутствие банка можно заметить как в развитых, так и развивающихся странах . Он пытается внести свой вклад в стабильность международного финансового порядка и обеспечения устойчивого развития. Он проводит самостоятельную политику, не конкурируя с обычными финансовыми институтами . Банк является одним из инструментов оказания Японией официальной помощи развивающимся странам.
По состоянию на 31 марта 2006 года операций на рынках развивающихся стран в рамках второго направления деятельности банка составили 770 млрд иен. В число стран по состоянию на март 2005 года, которые имели доступ к льготным кредитам входили Индонезия, Китай и Филиппины. Бразилия была самой большой из стран Южной Америки, держа шестое место в инвестициях банка.

### Деятельность в России
Внешторгбанк первым из российских банков получил кредитную линию на общую сумму 8 млрд японских йен в 2002 году. В рамках данной кредитной линии Японским банком для международного сотрудничества были профинансированы ряд сделок клиентов Внешторгбанка по закупке в Японии деревообрабатывающего оборудования, оборудования для оптико- волоконной линии и специализированной автотехники. Общая сумма указанных сделок составила 1,5 млрд японских йен.
В 2004 году Внешторгбанк и Японский банк для международного сотрудничества (Japan Bank for International Cooperation — JBIC) подписали соглашение, расширяющее возможности Внешторгбанка по финансированию импорта японских товаров. По новому соглашению Внешторгбанку предоставляется возможность получения в рамках линии JBIC кредитов как в долларах США, так и японских йенах; на срок до 10 лет. Внешторгбанк — единственный российский банк, которому JBIC предоставляет ресурсы на подобный срок.